# Commiphora cuneifolia
Commiphora cuneifolia là một loài thực vật có hoa trong họ Burseraceae. Loài này được Baker mô tả khoa học đầu tiên năm 1890.